# Кострово (Мостовское сельское поселение)
Кострово — деревня в Оленинском муниципальном округе Тверской области России. До 2019 года входила в состав ныне упразднённого Мостовского сельского поселения.

## География
Деревня находится в юго-западной части Тверской области, в зоне хвойно-широколиственных лесов, на левом берегу реки Берёзы, на расстоянии примерно 21 километра (по прямой) к западо-северо-западу от Оленина, административного центра округа.

### Часовой пояс
Деревня Кострово, как и вся Тверская область, находится в часовой зоне МСК (московское время). Смещение применяемого времени относительно UTC составляет +3:00.

## Население
| 2010 |
| ---- |
| 1    |

### Национальный состав
Согласно результатам переписи 2002 года, в национальной структуре населения русские составляли 43 % из 7 чел., татары — 43 %.